# 中川茂雄
中川 茂雄（なかがわ しげお、1875年（明治8年）11月20日 - 1956年（昭和31年）6月21日）は、大日本帝国陸軍軍人。最終階級は陸軍少将。

## 経歴・人物
東京府出身。1896年（明治29年）陸軍士官学校第7期卒業。
1916年（大正5年）11月に鯖江連隊区司令官、1918年（大正7年）7月に陸軍歩兵大佐、1920年（大正9年）7月に歩兵第29連隊長を経て、1922年（大正11年）12月に陸軍少将に昇進と同時に待命。1923年（大正12年）3月に予備役に編入した。

## 栄典
勲章等
- 1940年（昭和15年）8月15日 - 紀元二千六百年祝典記念章[3]